# 駐日モルディブ大使館
駐日モルディブ大使館（ディベヒ語: ޖަޕާނުގައި ހުންނަ ދިވެހިރާއްޖޭގެ އެމްބަސީ、英語: Embassy of Maldives in Japan）は、モルディブが日本の首都東京に設置している大使館である。在東京モルディブ大使館（英語: Embassy of Maldives in Tokyo）とも。
日本・モルディブ外交関係樹立40周年に当たる2007年の5月10日に開設されて、アハメド・カリール臨時代理大使により大使館開設オープニングパーティが開催された。初代大使はアブドゥル・ハミード・ザカリヤ。

## 所在地
2024年3月11日より、下記の住所で運営されている。旧住所は「東京都港区麻布台1-9-10 飯倉ITビル（旧・飯倉MINTビル）8階」であった。
| 日本語 | 〒102-0092 東京都千代田区隼町3-7                     |
| 英語   | 3-7, Hayabusa-cho, Chiyoda-ku, Tokyo 102-0092, Japan |

## 大使
2022年9月7日より、ハッサン・ソービルが特命全権大使を務めている。
歴代大使からは閣僚を輩出している。3代目の大使モハメド・フセイン・シャリーフが人材・青年・スポーツ大臣および大統領府付大臣を歴任。5代目の大使ハッサン・ソービルが漁業・農業大臣（現在の漁業・海洋資源・農業大臣に相当）および観光大臣を歴任。